# Bătălia de la Batih
Bătălia de la Batih (în ucraineană Битва під Батогом, transliterat: Bîtva pid Batohom, în poloneză Bitwa pod Batohem) a fost dată în perioada 1-2 iunie 1652 între Hetmanatul Căzăcesc aliat cu Hanatul Crimeei împotriva Uniunii Statale Polono-Lituaniene, ca parte a Răscoalei lui Hmelnițki. În apropiere de satul Batih (azi Cetvertînivka), din regimentul Bratslav, forțele cazacilor zaporojeni și ale tătarilor din Crimeea sub comanda lui Bogdan Hmelnițki, Timuș Hmelnițki și Ivan Bohun au atacat și au învins complet forțele polono-lituaniene aflate sub comanda lui Marcin Kalinowski, Zygmunt Przyjemski și Marek Sobieski, și toți au fost uciși în acțiune. După bătălie, trupele polono-lituaniene capturate au fost ucise cu brutalitate și decapitate de către cazacii zaporojeni și tătarii din Crimeea, ca o răzbunare pentru măcelul din bătălia de la Beresteczko.
În timpul bătăliei, forțele Hetmanatului Căzăcesc și Hanatului Crimeei au distrus multe și unele dintre cele mai bune unități militare polono-lituaniene. Cu toate că Uniunea statală polono-lituaniană a reușit să-și reconstruiască armata la scurt timp după această bătălie, pierderea celor mai experimentate trupe a dus la slăbiciunea temporară a republicii celor două națiuni. Înfrângerea Armatei Coroanei a dus la declanșarea războaielor care au urmat, cu Țaratul Moscovei și Imperiul Suedez, care, la rândul lor, au dus la Potop.

## Context
Deoarece tratatul de la Bila Țerkva nu a fost ratificat de către Seimul polonez, Uniunea statală polono-lituaniană a desfășurat forțele Coroanei aflate sub comanda hatmanului de câmp Marcin Kalinowski în Voievodatul Bracław.
Potrivit istoricului Mîhailo Hrușevskîi, hatmanul Bogdan Hmelnițki a susținut că polonezii au încălcat acordul de pace de la Bila Țerkva, distrugând câteva orașe de cazaci și pregătindu-se de război. Un mare consiliu cazac ținut la Ciîhîrîn, în care se aflau și delegați tătari, a decis că eșecul Seimului polonez de a ratifica tratatul însemna că cazacii au fost eliberați de jurământul lor.
Kalinowski a intenționat să folosească Armata Coroanei de pe Nipru, care în aprilie a primit ordin de regele Ioan Cazimir al II-lea Vasa să se adune în tabăra lui Kalinowski de la Brațlav, „pentru a împiedica unirea armatei cazacilor cu Hoarda” prin blocarea marșului Hoardei „în Principatul Moldovei pentru a lupta cu domnul Vasile Lupu. „Hmelnițki și-a trimis fiul”, Timuș Hmelnițki, „împreună cu tătarii în Moldova, pentru a se răzbuna militar pe domnitorul acelei țări pentru că a jurat că își va da fiica Ruxandra în căsătorie cu fiul lui Hmelnițki și apoi și-a încălcat jurământul”.
Cu toate acestea, Armata Coroanei „a trecut râul spre Kiev” abia la 14 iunie, în drum spre corpul de armată al lui Kalinowski, iar armata de cazaci era deja mobilizată și unită cu Hoarda până la sfârșitul lunii mai, astfel Kalinowski i-a întâlnit pe cont propriu. „Hatmanul polonez a ales o câmpie plată lângă Boh și Sob, una atât de mare încât mica armata poloneză nu-și putea păstra controlul... a insistat că trebuie să fie loc suficient pentru trupele care veneau să i se alăture: din partea polonezilor din Transnipru (Zadnieprze), un detașament condus de Stanislaw Lanckoronski nu a reușit să i se alăture în final.” „Hmelnițki, care avea la dispoziție de data aceasta o hoardă de dimensiuni considerabile, s-a grăbit să-l atace înainte ca trupele poloneze de peste Nipru și alte contingente să sosească”.

## Luptă
„Când a apărut regimentul tătar de avangardă, relativ mic, cavaleria poloneză a atacat, începând o luptă care a durat până în prima zi” (1 iunie).
În timpul bătăliei, „au sosit forțele principale ale lui Hmelnîțki, iar în timpul nopții au ocolit tabăra poloneză în așa fel încât aceștia să nu-l observe.”
În a doua zi, înfruntările de cavalerie au reluat, dar în curând Kalinowski „s-a văzut înconjurat de forțele cazace și tătare din toate părțile”. „Cazacii au străpuns linia nesfârșită – mai mult de o milă în jurul taberei și au intrat în mijlocul ei”. „Când situația sa a devenit clară, Armata Coroanei a fost cuprinsă de panică, insubordonare și revoltă”. „Aproximativ o mie cinci sute dintre ei au fugit”, „unii au pierit, alții au căzut în mâinile cazacilor și tătarilor, Kalinowski însuși a fost ucis”.

### Masacru
După bătălie, cazacii zaporojeni i-au plătit pe tătarii din Crimeea pentru prizonierii capturați de aceștia și i-au măcelărit pe captivii polonezi pentru a răzbuna înfrângerea lui Hmelnițki la Berestechko în iunie-iulie 1651. Potrivit lui Mîhailo Hrușevskîi și Pasicznyk, Duda și Sikora, decizia de a executa prizonierii a fost luată de însuși Bogdan Hmelnițki. Hmelnițki, care conducea unitatea cazacilor originari din Zaporojia, i-a oferit sultanului Nuradyn 50.000 de taleri pentru dreptul de a-i executa pe cei 10.000-15.000 de prizonieri polonezi, ca răzbunare pentru Berestechko. El i-a promis și orașul Camenița pentru transferul prizonierilor sub comanda sa. Se estimează că de la 3.000–5.000 până la 8.000 de soldați polonezi au fost masacrați.
Unii istorici și publiciști polonezi contemporani se referă la masacrul de după bătălia de la Batih / Batoh ca primul Katyń.

## Urmări
„Situația care a existat după Bătălia de la Korsun și Pyliavtsi ...a apărut din nou” cu forțele poloneze „zdrobite, Polonia fără apărare și cuprinsă de panică”. (în 1648, după primele înfrângeri poloneze de la începutul răscoalei)
O serie de nobili polonezi de seamă au căzut în bătălie sau în masacrul prizonierilor care a urmat, printre care Marele Maestru al Coroanei Samuel Jerzy Kalinowsk, fiul hatmanului, Marcin Kalinowski⁠(d), însuși hatmanul Kalinowski, generalul de artilerie Zygmunt Przyjemski⁠(d), castelanul de Czernihów Jan Odrzywolski, rotmistrzul Czarnie Czarniec (fratele lui Stefan Czarniecki), magnatul⁠(d) Marek Sobieski⁠(d), fratele viitorului rege Ioan al III-lea Sobieski.
Alianța oștirii din Zaporojia cu Moldova a fost pecetluită prin căsătoria lui Timofei Hmelnițki cu Ruxandra Lupu, care s-a încheiat la Iași la 21 (31) august 1652. Astfel, uniunea polono-moldavă a fost ruptă și Moldova a devenit aliată a cazacilor zaporojeni.